# Nyikolajevka (Miskinói járás)
Nyikolajevka (orosz betűkkel: Николаевка, baskír nyelven: Николаевка) falu Oroszországban, a Baskír Köztársaságban, a Miskinói járásban.

## Népesség
- 2002-ben 15 lakosa volt, melynek 87%-a tatár.
- 2010-ben lakatlan település.